# Уткуль (Троицкий район)
У́ткуль — посёлок в Троицком районе Алтайского края. Входит в состав Боровлянского сельсовета.

## История
Основан в 1889 г. В 1928 году посёлок Иткуль состоял из 88 хозяйств, основное население — русские. В административном отношении входила в состав Вершининского сельсовета Больше-Реченского района Бийского округа Сибирского края.

## Население
| 1926 | 1997 | 1998 | 1999 | 2000 | 2001 |
| ---- | ---- | ---- | ---- | ---- | ---- |
| 373  | ↘149 | ↗156 | ↗158 | ↘149 | ↘146 |
| 2002 | 2003 | 2004 | 2005 | 2006 | 2007 |
| ↗159 | ↗160 | →160 | ↘158 | ↗161 | ↘155 |
| 2008 | 2009 | 2010 | 2011 | 2012 | 2013 |
| ↗156 | ↗159 | ↘122 | ↘121 | ↗122 | ↘118 |

Национальный состав
Согласно результатам переписи 2002 года, в национальной структуре населения русские составляли 96 %.